# スリー・ディ
スリー・ディ（Three-d）は、東京都渋谷区にあるアニメーションを制作しているスタジオ。

## 作品

### みんなのうた
- ◆は5分間1曲枠の楽曲。
- 1.ガムシャーラ / 小林克也（1991年8月・9月放送）
- 2.おひるねのゆりかご / 石田よう子（1995年12月・1996年1月放送）
- 3.大きな古時計 / 平井堅（2002年8月・9月放送）
- 4.四つ角のメロディー / 加藤千晶（2014年12月・2015年1月放送）